# نتائج منتخب السعودية لكرة القدم 2000
فيما يلي موجز لنتائج منتخب السعودية لكرة القدم لعام 2000.

## المنتخب الأول لكرة القدم

### المباريات الودية
| مباراة ودية 21 مايو 2000 | لبنان | 0–0   | السعودية | وادي البقاع (لبنان), لبنان                                                               |
| 16:00 (ت ع م+02:00)      |       | تقرير |          | الملعب: Jamal Abdel Nasser Stadium الحكم: Ahmad Nabil Ayad (الاتحاد اللبناني لكرة القدم) |

| مباراة ودية 24 مايو 2000 | سلوفاكيا   | 1–1   | السعودية         | نيترا, سلوفاكيا                                                                         |
| 18:30 (ت ع م+02:00)      | Kožuch 37' | تقرير | نواف التمياط 12' | الملعب: Štadión pod Zoborom الحضور: 2,117 الحكم: Goran Marić (اتحاد كرواتيا لكرة القدم) |

| مباراة ودية 31 مايو 2000 | المجر                  | 2–2   | السعودية                              | جيور, المجر                                                                    |
| 20:30 (ت ع م+02:00)      | فيرينك هورفاث 18'، 79' | تقرير | طلال المشعل 90+1' · سامي الجابر 90+2' | الملعب: Stadion ETO الحضور: 5,000 الحكم: Drago Kos (اتحاد سلوفينيا لكرة القدم) |

| مباراة ودية 3 يونيو 2000 | سلوفينيا                                   | 2–0   | السعودية | ليوبليانا, سلوفينيا                                                                    |
| 21:00 (ت ع م+02:00)      | زلاتكو زاهوفيتش 16' · ميلنكو أسيموفيتش 46' | تقرير |          | الملعب: Bežigrad Stadium الحضور: 9,000 الحكم: Trivković Edo (اتحاد كرواتيا لكرة القدم) |

| مباراة ودية 24 سبتمبر 2000 | السعودية                         | 2–1   | سوريا                 | الرياض, السعودية                                                                         |
| 18:30 (ت ع م+03:00)        | طلال المشعل 21' · حمزة إدريس 27' | تقرير | بشار سرور 50' (ركلة.) | الملعب: ملعب الأمير فيصل بن فهد الحكم: Abdulhameed Ebrahim (الاتحاد البحريني لكرة القدم) |

| مباراة ودية 26 سبتمبر 2000 | السعودية                                         | 3–0   | سوريا | الرياض, السعودية                                                                        |
| 18:30 (ت ع م+03:00)        | نواف التمياط 13' · عبيد الدوسري 38'، 46' (ركلة.) | تقرير |       | الملعب: ملعب الأمير فيصل بن فهد الحكم: Abdulaziz Al-Asali (الاتحاد البحريني لكرة القدم) |

| مباراة ودية 28 سبتمبر 2000 | السعودية                                                                                                  | 6–1   | الإمارات العربية المتحدة | الرياض, السعودية                                                                         |
| 18:30 (ت ع م+03:00)        | حمزة إدريس 31'، 42' · نواف التمياط 35' · عبد الله سليمان زبرماوي 38' · عبيد الدوسري 53' · طلال المشعل 77' | تقرير | سعيد الكاس 74'           | الملعب: ملعب الأمير فيصل بن فهد الحكم: Abdulhameed Ebrahim (الاتحاد البحريني لكرة القدم) |

| مباراة ودية 2 أكتوبر 2000 | الأردن           | 1–0   | السعودية | عمان (مدينة), الأردن               |
| 19:00 (ت ع م+03:00)       | محمود شلباية 49' | تقرير |          | الملعب: ستاد الملك عبد الله الثاني |

| مباراة ودية 5 أكتوبر 2000 | السعودية                         | 2–0   | الصين | الزرقاء (مدينة), الأردن  |
| 19:00 (ت ع م+03:00)       | سامي الجابر 26' · حمزة إدريس 83' | تقرير |       | الملعب: ستاد الأمير محمد |

| مباراة ودية 7 أكتوبر 2000 | السعودية        | 1–0   | كازاخستان | عمان (مدينة), الأردن     |
| 19:00 (ت ع م+03:00)       | طلال المشعل 49' | تقرير |           | الملعب: ستاد عمان الدولي |

### كأس آسيا 2000
| كأس آسيا 2000 14 أكتوبر 2000 | السعودية                 | 1–4   | اليابان                                                                           | صيدا, لبنان                                                                                          |
| 17:05 (ت ع م+02:00)          | ريوزو موريوكا 90' (ه.ذ.) | تقرير | أتسوشي ياناغيساوا 22' · ناوهيرو تاكاهارا 37' · هيروشي نانامي 53' · شينجي أونو 88' | الملعب: ستاد صيدا الدولي الحضور: 5,000 الحكم: علي بوجسيم (اتحاد الإمارات العربية المتحدة لكرة القدم) |

| كأس آسيا 2000 17 أكتوبر 2000 | السعودية | 0–0   | قطر | صيدا, لبنان                                                                                     |
| 19:45 (ت ع م+02:00)          |          | تقرير |     | الملعب: ستاد صيدا الدولي الحضور: 5,000 الحكم: Tajaddin Fares (الاتحاد العربي السوري لكرة القدم) |

| كأس آسيا 2000 20 أكتوبر 2000 | السعودية                                                          | 5–0   | أوزبكستان | صيدا, لبنان                                                                                   |
| 19:30 (ت ع م+02:00)          | مرزوق العتيبي 18' · محمد الشلهوب 35'، 78'، 86' · نواف التمياط 88' | تقرير |           | الملعب: ستاد صيدا الدولي الحضور: 2,000 الحكم: Kim Young-Joo (اتحاد كوريا الجنوبية لكرة القدم) |

| كأس آسيا 2000 24 أكتوبر 2000 | الكويت                               | 2–3 (و.إ) | السعودية                                  | بيروت, لبنان                                                                                              |
| 19:45 (ت ع م+02:00)          | بشار عبد الله 62' · جاسم الهويدي 68' | تقرير     | نواف التمياط 45+1' 109' · طلال المشعل 72' | الملعب: ملعب مدينة كميل شمعون الرياضية الحضور: 5,000 الحكم: بريان هول (اتحاد الولايات المتحدة لكرة القدم) |

| كأس آسيا 2000 26 أكتوبر 2000 | كوريا الجنوبية   | 1–2   | السعودية             | بيروت, لبنان                                                                                      |
| 16:45 (ت ع م+02:00)          | إي دونغ غك 90+1' | تقرير | طلال المشعل 76'، 80' | الملعب: ملعب مدينة كميل شمعون الرياضية الحضور: 7,000 الحكم: سعد كميل (الاتحاد الكويتي لكرة القدم) |

| كأس آسيا 2000 29 أكتوبر 2000 | اليابان               | 1–0   | السعودية | بيروت, لبنان |
| 19:45 (ت ع م+02:00)          | شيغيوشي موتشيزوكي 30' | تقرير |          | الملعب: ملعب مدينة كميل شمعون الرياضية الحضور: 47,400 الحكم: علي بوجسيم (اتحاد الإمارات العربية المتحدة لكرة القدم) |